# Bride and Gloom
Bride and Gloom è un cortometraggio muto del 1918 diretto da Alf Goulding (Alfred J. Goulding) e interpretato da Harold Lloyd.

## Produzione
Il film fu prodotto dalla Rolin Films.

## Distribuzione
Distribuito dalla Pathé Exchange, il film - un cortometraggio di una bobina - uscì nelle sale cinematografiche USA il 18 agosto 1918. Ne venne fatta una riedizione che fu distribuita il 23 aprile 1922.